# Kanton Gondrecourt-le-Château
Der Kanton Gondrecourt-le-Château war von 1790 bis 2015 ein französischer Wahlkreis. Er lag im Arrondissement Commercy, im Département Meuse und in der Region Lothringen. Sein Hauptort war Gondrecourt-le-Château.

## Gemeinden
Der Kanton bestand aus 19 Gemeinden:
| Gemeinde                    | Einwohner Jahr | Fläche km² | Bevölkerungsdichte | Code INSEE | Postleitzahl |
| --------------------------- | -------------- | ---------- | ------------------ | ---------- | ------------ |
| Abainville                  | 297 (2013)     | 13,67      | 22 Einw./km²       | 55001      | 55130        |
| Amanty                      | 44 (2013)      | 11,17      | 4 Einw./km²        | 55005      | 55130        |
| Badonvilliers-Gérauvilliers | 141 (2013)     | 21,03      | 7 Einw./km²        | 55026      | 55130        |
| Baudignécourt               | 71 (2013)      | 6,28       | 11 Einw./km²       | 55030      | 55130        |
| Bonnet                      | 207 (2013)     | 29,06      | 7 Einw./km²        | 55059      | 55130        |
| Chassey-Beaupré             | 102 (2013)     | 14,11      | 7 Einw./km²        | 55104      | 55130        |
| Dainville-Bertheléville     | 147 (2013)     | 40,30      | 4 Einw./km²        | 55142      | 55130        |
| Delouze-Rosières            | 128 (2013)     | 15,08      | 8 Einw./km²        | 55148      | 55130        |
| Demange-aux-Eaux            | 523 (2013)     | 24,86      | 21 Einw./km²       | 55150      | 55130        |
| Gondrecourt-le-Château      | 1.161 (2013)   | 51,33      | 23 Einw./km²       | 55215      | 55130        |
| Horville-en-Ornois          | 65 (2013)      | 7,62       | 9 Einw./km²        | 55247      | 55130        |
| Houdelaincourt              | 326 (2013)     | 16,07      | 20 Einw./km²       | 55248      | 55130        |
| Les Roises                  | 31 (2013)      | 21,11      | 1 Einw./km²        | 55436      | 55130        |
| Mauvages                    | 287 (2013)     | 3,92       | 73 Einw./km²       | 55327      | 55190        |
| Saint-Joire                 | 231 (2013)     | 18,32      | 13 Einw./km²       | 55459      | 55130        |
| Tréveray                    | 601 (2013)     | 17,18      | 35 Einw./km²       | 55516      | 55130        |
| Vaudeville-le-Haut          | 61 (2013)      | 9,71       | 6 Einw./km²        | 55534      | 55130        |
| Vouthon-Bas                 | 56 (2013)      | 7,22       | 8 Einw./km²        | 55574      | 55130        |
| Vouthon-Haut                | 75 (2013)      | 13,23      | 6 Einw./km²        | 55575      | 55130        |

## Bevölkerungsentwicklung
| 1962 | 1968 | 1975 | 1982 | 1990 | 1999 | 2006 | 2012 |
| ---- | ---- | ---- | ---- | ---- | ---- | ---- | ---- |
| 6213 | 6000 | 5635 | 5500 | 5395 | 5020 | 4966 | 4627 |